# مارفين بوتزمان
مارفين بوتزمان (بالألمانية: Marvin Potzmann)‏ (7 ديسمبر 1993 بفيينا في النمسا - ) هو لاعب كرة قدم نمساوي في مركز الوسط. لعب مع شتورم غراتس ونادي غروديغ ونادي ماترسبرغ.

## وصلات خارجية
- مارفين بوتزمان على موقع الاتحاد الأوربي (الإنجليزية)
- مارفين بوتزمان على موقع قاعدة بيانات كرة القدم.إي يو (الإنجليزية)
- مارفين بوتزمان على موقع Soccerway.com (الإنجليزية)
- مارفين بوتزمان على موقع عالم كرة القدم.نت (الإنجليزية)